# Culicoides guyanensis
Culicoides guyanensis är en tvåvingeart som beskrevs av Floch och Emile Abonnenc 1942. Culicoides guyanensis ingår i släktet Culicoides och familjen svidknott. Inga underarter finns listade i Catalogue of Life.